# The I Inside
The I Inside (El despertar en España, El tercer ojo en Venezuela) es un thriller psicológico producido en 2003 por Roland Suso Richter. La película está protagonizada por Ryan Phillippe, Sarah Polley, Piper Perabo, Stephen Rea y Robert Sean Leonard. Fue escrita por Michael Cooney basado en su propia obra de teatro, Point of Death. Esta película no tiene relación con la novela de ciencia ficción, The Inside Me, de Alan Dean Foster. Fue estrenada en 2004.

## Argumento
Simon Cable se despierta en una cama del Hospital San Judas, confuso y desorientado, a causa de un accidente sufrido. Pronto los médicos le diagnostican que tiene amnesia anterógrada y no puede recordar los dos últimos años de su vida. Simon investiga lo que le ha ocurrido y poco a poco irá juntando las piezas del puzle tanto de su presente pero sobre todo de su pasado. Nada será lo que parece.

## Elenco
- Ryan Phillippe es Simon Cable.
- Sarah Polley es Clair.
- Piper Perabo es Anna.
- Stephen Rea es Doctor Newman.
- Robert Sean Leonard es Peter Cable.
- Stephen Lang es Travitt.
- Peter Egan es Doctor Truman.
- Stephen Graham es Travis.
- Rakie Ayola es Enfermera Clayton.